# Placa tectónica

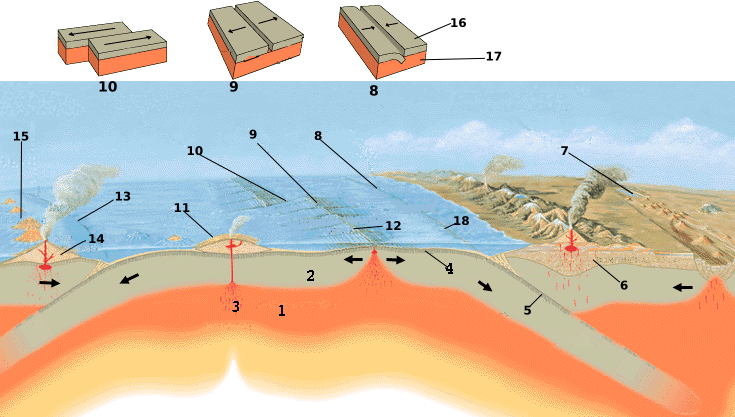
Elementos asociados a las placas tectónicas: 1-Astenosfera; 2-Litosfera; 3-Punto caliente; 4-Corteza oceánica; 5-Plano de subducción; 6-Corteza continental y orogénesis; 7-Rift continental (inicio de la apertura de un nuevo océano); 8-Borde convergente; 9-Borde divergente; 10-Borde transformante; 11-Volcán en escudo; 12-Dorsal oceánica; 13-Borde convergente; 14-Estratovolcán; 15-Arco-isla; 16-Placa; 17-Astenosfera; 18-Fosa oceánica.

Una placa tectónica o placa litosférica es un fragmento de litosfera  relativamente rígido que se mueve sobre la astenosfera, una zona relativamente plástica. Toda la litosfera está dividida en placas tectónicas, quince de ellas de gran tamaño y más de cuarenta microplacas. En los bordes de estas placas se concentra actividad sísmica, volcánica y tectónica. Debido a esto se da lugar a la formación de grandes cadenas montañosas y cuencas sedimentarias. La palabra «tectónica» deriva del griego antiguo τέκτων, τέκτωνος: nominativo y genitivo de singular de constructor, carpintero; y del sufijo ικα: relativo a.
La tectónica de placas es la teoría que explica la estructura y dinámica de la superficie terrestre. Establece que la litosfera (la zona dinámica superior, la más externa y rígida de la Tierra) está fragmentada en una serie de placas que se desplazan sobre la astenosfera. Esta teoría también describe el movimiento de las placas, sus direcciones e interacciones y explica fenómenos como el cinturón de fuego del Pacífico, los arco-isla o las fosas oceánicas.
La Tierra es el único planeta del sistema solar con placas tectónicas activas, aunque hay evidencias de que en tiempos remotos Marte, Venus y algunos de los satélites galileanos, como Europa, fueron tectónicamente activos.

## Descubrimiento

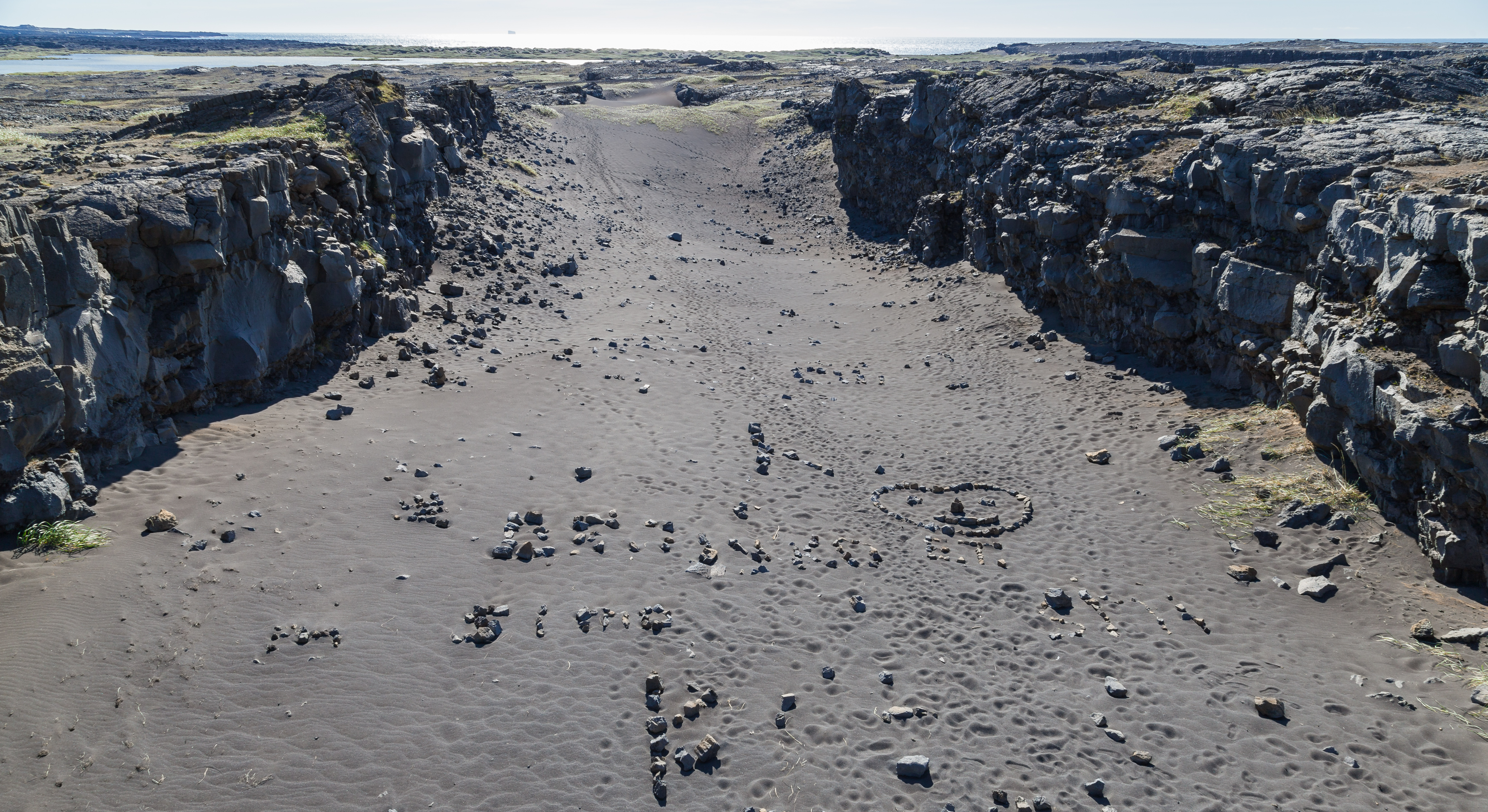
Límite entre las placas tectónicas de Eurasia y Norteamérica, Suðurnes, Islandia.

Aunque la teoría de la tectónica de placas fue formalmente establecida en las décadas de 1960 y 1970, en realidad es producto de más de dos siglos de observaciones geológicas y geofísicas. En el siglo XIX se observó que en el pasado remoto de la Tierra existieron numerosas cuencas sedimentarias, con espesores estratigráficos de hasta diez veces los observados en el interior de los continentes, y que –posteriormente– procesos desconocidos las deformaron y originaron cordilleras: sucesiones montañosas de enormes dimensiones que pueden incluir sierras paralelas. A estas cuencas se les denominó geosinclinales, y al proceso de deformación, orogénesis. Otro descubrimiento del siglo XIX fue una cadena montañosa o dorsal en medio del océano Atlántico, que observaciones posteriores mostraron que se extendía formando una red continua por todos los océanos. Un avance significativo en el problema de la formación de los geosinclinales y sus orogenias ocurrió entre 1908 y 1912, cuando Alfred Wegener, al mirar las líneas de costa a ambos lados del Océano Atlántico y tras considerar cierta información geológica (rocas del mismo tipo y edad coincidían con otras situadas hoy en día a larga distancia), paleontológica (encontró fósiles de los mismos animales terrestres en continentes separados) y paleo climática (supuso que al norte se hallaban bosques tropicales y al sur glaciares), hipotetizó que las masas continentales estaban en movimiento y que se habían fragmentado de un supercontinente que denominó Pangea. Tales movimientos habrían deformado los sedimentos geosinclinales acumulados en sus bordes y originado nuevas cadenas montañosas.
Wegener creía que los continentes se deslizaban sobre la superficie de la corteza terrestre bajo los océanos como un bloque de madera sobre una mesa, y que esto se debía a las fuerzas de marea producidas por la deriva de los polos. Sin embargo, pronto se demostró que estas fuerzas son del orden de una diezmillonésima a una centésima de millonésima de la fuerza gravitatoria, lo cual hacía imposible plegar y levantar las masas de las cordilleras. Mediante la teoría de la tectónica de placas se explicó finalmente que todos estos fenómenos (deriva continental, formación de cordilleras continentales y submarinas) son manifestaciones de procesos de liberación del calor del interior de la Tierra. Hay cuatro procesos a los que se debe dicho calor:
1. El más importante es la desintegración de los elementos radiactivos existentes en el manto terrestre, que fundamentalmente son: 40K (potasio 40), 238U (uranio 238), 235U (uranio 235) y 232Th (torio 232).
2. Los residuos del calor original que la Tierra ha adquirido durante su génesis.
3. Calor debido al roce por la gravedad, que propicia el desplazamiento de los elementos pesados hacia el centro, y de los ligeros hacia arriba. Al hacerlo, la fricción genera calor.
4. Al enfriarse, el núcleo incrementa su tamaño. Un fenómeno similar ocurre por enfriamiento del agua, que al hacerlo desprende calor.[4]

## Tipos de placas tectónicas
Las placas litosféricas son esencialmente de dos tipos, según la clase de corteza que forma la superficie. Hay dos clases de corteza: la oceánica y la continental.
- Placas oceánicas. Están cubiertas íntegramente por corteza oceánica, delgada, de composición básica: hierro y magnesio dominantes. Aparecen sumergidas en toda su extensión, salvo por existencia de edificios volcánicos intraplaca, de los cuales los destacados por altos aparecen emergidos, o por arcos insulares (de islas) en alguno de sus bordes. Los ejemplos más notables se ubican en el Pacífico: la del Pacífico, la placa de Nazca, la placa de Cocos y la placa Filipina.
- Placas mixtas. Son placas parcialmente cubiertas por corteza continental y así mismo en parte por corteza oceánica. La mayoría de las placas son de estas características. Valen como ejemplos de placas mixtas la placa Sudamericana y la placa Euroasiática.

No existen «placas continentales». Para que una placa fuera exclusivamente continental tendría que carecer de bordes de tipo divergente (dorsales) en su contorno. En teoría esto es posible en fases de convergencia y colisión de fragmentos continentales. Así pueden interpretarse algunas subplacas que constituyen los continentes.

## Placas tectónicas del mundo
Actualmente existen las siguientes placas tectónicas en la superficie de la Tierra con límites más o menos definidos, que se dividen en 14 placas mayores (o principales) y 43 placas menores (o secundarias).

### Las principales placas tectónicas
- Placa africana
- Placa antártica
- Placa arábiga
- Placa del Caribe
- Placa de Cocos
- Placa euroasiática
- Placa filipina

Las 14 placas tectónicas mayores

- Placa indoaustraliana (Índica/Australiana)
- Placa de Juan de Fuca
- Placa de Nazca
- Placa norteamericana
- Placa del Pacífico
- Placa de Scotia
- Placa sudamericana

### Las placas secundarias
- Placa de Altiplano
- Placa Amuria
- Placa de los Andes del Norte
- Placa de Anatolia
- Placa adriática
- Placa del Arrecife Balmoral
- Placa del Arrecife de Conway
- Placa de Birmania

Mapa detallado que muestra las placas tectónicas con sus vectores de movimiento.

- Placa de Bismarck del Norte  (inglés: North Bismarck Plate)
- Placa de Bismarck del Sur  (inglés: South Bismarck Plate)
- Placa Cabeza de Pájaro o Doberai
- Placa del Explorador
- Placa de Futuna (inglés: Futuna Plate)
- Placa de Galápagos
- Placa de Gonâve
- Placa de Gorda
- Placa de Groenlandia
- Placa de Juan Fernández
- Placa de Kermadec
- Placa de la Sonda
- Placa de las Carolinas
- Placa de las Marianas (inglés: Mariana Plate)
- Placa de las Nuevas Hébridas  (inglés: New Hebrides Plate)
- Placa de Manus
- Placa de Maoke
- Placa del Mar de Banda
- Placa del mar de las Molucas
- Placa del mar Egeo
- Placa Niuafo'ou (catalán: Placa de Niuafo'ou)[5]
- Placa de Ojotsk
- Placa de Okinawa
- Placa de Panamá
- Placa de Pascua
- Placa de Sandwich
- Placa de Shetland
- Placa de Timor
- Placa de Tonga
- Placa Rivera
- Placa Somalí
- Placa Woodlark
- Placa Yangtze

## Límites de placa
Las placas limitan entre sí por tres tipos de situaciones:

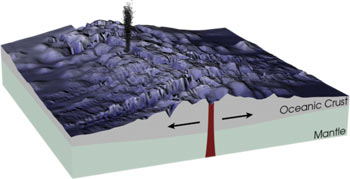
Topografía de las dorsales que revela su estructura simétrica.

1. Límites divergentes: Corresponden al medio oceánico que, de manera discontinua, se extiende a lo largo del eje de las dorsales. La longitud de estas dorsales es de unos 65 000 km. La parte central de la dorsal está constituida por un amplio surco denominado Gran Valle del Rift: elongación formada por depresión de un bloque cortical entre dos fallas o zonas de falla de rumbo más o menos paralelos,[6] por el cual desde el manto asciende magma y provoca actividad volcánica lenta y constante.
2. Límites convergentes: Donde dos placas se encuentran. Hay dos casos muy distintos:
  1. Subducción: Una de las placas se pliega un ángulo pequeño, hacia el interior de la Tierra, y se introduce bajo la otra. El límite está marcado por una fosa oceánica o fosa abisal, una estrecha zanja, cuyos flancos pertenecen a una placa distinta. Hay dos variantes, según  la naturaleza de la litosfera en la placa que recibe la subducción: a) de tipo continental, como ocurre en la subducción de la placa de Nazca con respecto a la cordillera de los Andes; b) de litosfera oceánica, donde se desarrollan edificios volcánicos en arcos insulares. Las fosas oceánicas y los límites que marcan son curvilíneos, de gran amplitud, como la sección de un plano inclinado, el plano de subducción con la superficie.
  2. Colisión: Se originan cuando la convergencia facilitada por la subducción provoca aproximación de dos masas continentales. Al final las dos masas chocan, y con los materiales continentales de la placa que subduce emerge un orógeno de colisión, que tiende a ascender sobre la otra placa. Así se originaron cordilleras mayores, como el Himalaya y los Alpes.
3. Límites de fricción: Denominación de la separación de dos placas por un tramo de falla transformante. Las fallas de esta índole intersecan transversalmente las dorsales y les permiten desarrollar un trayecto sinuoso a pesar de que su estructura interna requeriría rectas. Topográficamente las fallas transformantes aparecen como estrechos valles rectos asimétricos en el fondo oceánico. Solo una parte de su longitud en el medio de cada falla es propiamente límite entre placas. Los dos extremos se proyectan dentro de cada placa.

## Bordes de placa

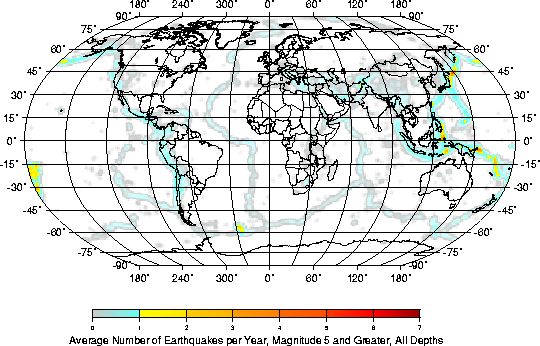
Mapa de densidad de terremotos. Se observa la concentración de sismos en bordes de placa.

Las zonas de las placas contiguas a los límites —los bordes de placa— son las regiones de mayor actividad geológica interna del planeta. En ellas se concentran:
- Vulcanismo: La mayor parte del vulcanismo activo se genera en el eje de las dorsales, en los límites divergentes. Por ser submarino y de tipo fluidal, poco violento, pasa muy desapercibido. Detrás se ubican las regiones contiguas a las fosas por el lado de la placa que no subduce.
- Orogénesis: Es decir, surgimiento de las montañas. Es simultánea a la convergencia de placas, en dos ámbitos: a) donde ocurre subducción se levantan arcos volcánicos y cordilleras, como los Andes, ricas en volcanes; b) en los límites de colisión el vulcanismo es escaso o nulo, y la sismicidad es particularmente intensa.
- Sismicidad: Suceden algunos terremotos intraplaca, en fracturas en regiones centrales y generalmente estables de las placas, pero la inmensa mayoría se origina en bordes de placa. Las circunstancias del clima y de la historia han hecho concentrarse buena parte de la población mundial en regiones continentales sumamente sísmicas, las que forman los cinturones orogenéticos, junto a límites convergentes. Algunos terremotos importantes, como el de San Francisco de 1906, se generan en límites de fricción. Los sismos importantes de las dorsales se producen donde las fallas transformantes actúan como límites entre placas.